# Питер Грифин
Питер Грифин (енгл. Peter Griffin) је главни лик aмеричке анимиране серије Породични човек. Глас му позајмљује Сет Макфарлан и први пут се појавио на телевизији, заједно са остатком породице Грифин, у петнаестоминутном пилоту Породичног човека, 20. децембра 1998. године. Макфарлан је сам осмислио и нацртао лик Питера Грифина. Телевизијска компанија Фокс је од Макфарлана затражила да им достави пилот анимиране серије, заснован на његовом кратком анимираном филму Лери и Стив, у којем се појављују средовечни човек Лери и интелигентни пас звани Стив. Након што је пилот од компаније добио зелено светло, породица Грифин се појавила у епизоди "Смрт има сенку".
Питер је у браку са Лоис Грифин и отац је Мег, Криса и Стјуарта. Такође има пса по имену Брајан, који му је најбољи пријатељ. Радио је у фабрици играчака и у Кохаговој пивари. Упркос приградској рутини живота радничке класе, имао је неколико изузетних искустава.
Питеров глас је инспирисан од стране чувара којег је Макфарлан чуо у својој школи. Његов изглед био је редизајн протагонисте Лерија из претходних анимираних кратких филмова Макфарлана Живот Лерија и Стива.

## Улога уПородичном човеку
Питер Грифин је Американац пореклом из Ирске, гојазан, средње класе, са истакнутим акцентом из Роуд Ајланда и источног Масачусетса. Питер и његова супруга Лоис имају троје деце: Мег, Крис и Стјуи. Он је непризнати син Телме Грифин и Микија Макфинигана, а одгојили су га Телма и његов очух Францис Грифин. Питер и његова породица живе у измишљеном граду Кохаг, Роуд Ајланд, који је базиран на граду Провиденс, Роуд Ајланд. Питер је прво радио као инспектор за сигурност у Фабрици играчака „Хепи-Го-Лаки“, док се његов шеф Џонатан Вид није угушио храном на вечери код породице Грифин; Он је тада постао рибар на свом броду, уз помоћ два португалска имигранта, Сантоса и Пасквала, све док његов брод није био уништен. Сада ради у одсеку за испоруку пиваре „Потакет Пејтриот“. Питер је такође приказан на различитим пословима за појединачне епизоде и скечеве. У једној епизоди, Петер је играо за Њу Ингланд Патриотсе, док његово понашање није резултирало избацивањем из тима. У разним епизодама, приче су насумично прекинуте изузетно дугим, неочекиваним борбама између Питера и Ернија Џиновске Кокошке, антропоморфног пилета који служи као супарник Питеру. Ове битке пародирају жанр акционог филма, са експлозијама, брзим потерама и огромном штетом у граду Кохаг.

## Лик

### Стварање
Макфарлан је првобитно осмислио Породичног човека 1995. године док је учио анимацију на Школи дизајна Роуд Ајланда (РИСД). Током колеџа, дипломирао је анимираним филмом „Леријев живот“, који је његов професор у РИСД-у поднео Хани и Барбери. Макфарлана је  запослила ова компанија. Године 1996. Макфарлан је створио наставак „Леријевог живота“  под називом „Лери и Стив“, у којем се налазио средовечни лик Лери и интелигентни пас, Стив. Цртани филм је емитован 1997. године. Руководиоци у Фоксу су видели „Лери“ цртаће и уговорили са Макфарланом да направи серију под називом „Породични човек“, на основу истих ликова. Фокс је предложио да Макфарлан направи цртаћ кратак 15 минута и дали су му буџет од 50.000 долара. Неколико аспеката „Породичног човека“ инспирисано је од стране „Лери“ цртаћа. Док су радили на серији, ликови Лерија и његовог пса Стива полако су еволуирали у Питера и Брајана. Макфарлан је изјавио да је разлика између „Леријевог живота“ и „Породичног човека“ била да је "Леријев живот“ приказиван првенствено у његовој соби у дому, а „Породични човек“ је приказан након Супербола. 

### Глас
Глас Питеру позајмљује Макфарлан, који такође даје глас Брајану, Стјуију и Куегмајру. Макфарлан такође даје гласове за разне друге понављајуће и једнократне ликове, најзначајније глас новинара који чита вести Тома Такера, Картера Пјутершмита (отац Лоис Грифин) и Др. Хартмана. Био је део екипе која позајмљује гласове од почетка серије укључујући и пилот, и од почетка је глумио Питера. Макфарлан је одлучио да лично позајми глас Питеру и осталим ликовима, верујући да ће њему бити лакше приказати гласове које је већ сам замислио, него за неког другог да то покуша. Његов глас у свакодневном животу уопште није сличан Питеровом, заправо он користи свој нормалан глас као глас Брајана. Макфарлан је као инспирацију за глас Питера навео глас чувара на његовом колеџу, према њему, „знао сам хиљаду Питера Грифина који су одрастали у Новој Енглеској, људи који су изговарали ствари пре него што су размислили, (прелазак на Питеров глас) није постојао механизам филтрирања. (Показујући ка себи) Све што је овде, (указујући на његово срце) долази одавде.“ Макфарлан такође позајмљује глас многим Питеровим прецима који деле исти глас. У интервјуу је напоменуо да он глуми Питера и остатак ликова делом зато што је у почетку имао мали буџет, али и да више воли да има слободу да то уради сам. У другом интервјуу, он је споменуо да је Питеров глас један од најтежих.
У неколико наврата Сет Макфарлан Питеру није позајмљивао глас. У епизоди "Без оброка на точковима" (сезона 5, 2007), глумац Патрик Стјуарт Питеру позајмљује глас у једном скечу, али Макфарлан то обавља остатак епизоде. У епизоди "Породични човек" (сезона 7, 2009), Сет Роген је гостовао као Питер под ефектима „Сет Роген гена“. У "Путу за мултиверзум" (сезона 8, 2009), глумио га је глумац Џејмисон Јанг, који је био потребан за сцену где је све на свету јапанско.

### Личност
Питер, стереотипни припадник средње класе, често се опија са својим комшијама и пријатељима Кливлендом Брауном, Џоом Свансоном и Гленом Куегмајром у локалној кафани Кохага. Након што је урадио тест интелигенције, Питер је открио да његов интелект испада мало испод нивоа за менталну ретардацију. Питер је познат по својој импулсивности, што је довело до неколико непријатних ситуација, као што је покушај сексуалног злостављања Мег како би усвојио „јужњачки“ стил живота. Он је невероватно љубоморан на све друге ствари које Лоис има свом животу, став који је доводио до екстремних ситуација, као једна када је напао кита који је пољубио Лоис у аквапарку. У епизоди треће сезоне "Заглављени заједно, растављени насилно", Питер и Лоис су се раздвојили због Питерове љубоморе, само да би открили да Лоис има исту грешку у карактеру и обоје одлучују да живе са својом љубоморном природом. Питер има врло кратку пажњу која га често доводи до бизарних ситуација, као што каже Крис у "Дуги Јован Питер", након што Питеров папагај умре: „Преболеће га прилично брзо и онда пређе на другу чудну ствар“, затим Питер проналази оргуље и заборавља за папагаја (Питер онда за неколико секунди уништава оргуље). Питер је такође наиван. Један такав пример се дешава у епизоди „Аеродром ‘07“, када сматра да ће његов аутомобил летети ако га напуни горивом за авионе.
Питер има сложене односе са својих троје деце. Уобичајено зафркава Мег и лоше је третира, као што је у епизоди „ФОКС-и Лејди“, где он, Мег и Крис покушавају да осмисле цртани филм и искључују Мег и њене идеје. Иако је у неким епизодама Питер имао добре односе са Мег, у „Пакао долази у Кохаг“ (сезона 5, 2006), Питер је скоро рекао Мег да је воли, а у "Пут до Руперта" (сезона 5, 2007) рекао је Мег да ће је третирати лоше када је остатак породице ту, али да ће у тајности бити најбољи пријатељи. Претпостављало се да ће у "Питеровој сестри", (сезона 14, 2015) Питер престати да злоставља Мег. Петер комуницира и има много бољи однос са Стјуијем. Питер и Стјуи су имали своје авантуре када га је одвео у Дизниленд у епизоди „Удварање Стјуијевог оца“ (сезона 4, 2005). Са Крисом, Питер добро комуницира, али у случајевима када му је потребан савет или у авантури, Питер каже Крису да ради супротно од онога што треба да уради, као у „Дуги Јован Питер“ (сезона 6, 2008), где га је Крис питао за савет о завођењу и Петар га саветује да ужасно третира жене. 
Питеров најбољи пријатељ је човеколики пас, Брајан. У ранијим сезонама, Брајан је често служио као глас разума за Питера, помажући му у недоумицама. Брајан је изузетно захвалан Питеру што га је удомио као луталицу, као што је приказано током скеча у епизоди „Брајан: Портрет пса“. Његова захвалност је потврђена у „Новом бубрегу у граду“, где је Брајан спреман да одустане од својих бубрега (и његовог живота), да би Питер могао добити трансплантацију бубрега (иако то није морао учинити захваљујући проналажењу другог донора). На Брајановој сахрани у „Животу Брајана“, Питер је рекао да је Брајан његов „најбољи пријатељ на целом свету“ и да му је „као брат“. 

### Порекло
Пре него што је Петар рођен, његова мајка Телма је отишла у Мексико Сити да би урадила абортус. Међутим, породила се током тог поступка и прокријумчарила га је кући у Провиденс, Роуд Ајланд, где је провео своје детињство. Питера су одгојили Францис и Телма Грифин у римокатоличкој породици. Међутим, у епизоди „Питерова два оца“, открива да је његов биолошки отац Ирац по имену Мики Макфиниган. Питер посећује Микија, који га у почетку одбија. Мики га касније прихвата као свог сина након што га Питер побеђује у "игри пића" (игра пића је игра у којој учесници пију по чашицу алкохола док се један од њих не онесвести).  Мики је заснован на пријатељима Макфарлановог оца. Макфарлан је рекао: „Када сам одрастао, мој отац је имао пуно пријатеља: велике, гласне, тврдоглаве ирске католике из Њу Ингланда. Сви су пуцали по шавовима својим личностима, а „Породични човек“ је произашао из многих ликова  које сам годинама посматрао.“

## Реакција гледалаца

### Похвале
Уредници „Варајетија“ ставили су „Породичног човека“ у своје кандидате за награду Еми Ударног термина 2011. за изузетну комедијску серију; они су изјавили да је Питер, у зависности од вашег смисла за хумор, или „геније комедије“ или „одвратни идиот“. Макфарлан је номинован за награду Еми Ударног термина у категорији изванредног гласовног учинка више пута за изражавање Питера и других ликова; победио је 2016. Такође је номинован 2008. године за награду Ени за гласовну глуму у анимираној телевизијској продукцији или кратком анимираном филму за изражавање Питера.
Питер је рангиран у неколико ИГН-ових првих 10 (обично су листе повезане са самом серијом). Међу тим листама, Питер се пласирао на треће место ИГН-ове листе „Најбољих 25 ликова Породичног човека“, у којем је речено да многи од најбољих скечева из емисије потичу од Питера и његових глупости и да је „Питер практично измислио шале о морским кравама“. „Ентертејнмент Викли“ поставио је Питера на листу „18 лоших телевизијских очева“ (на листи су били и ликови попут Хомера Симпсона и Ала Бандија). 

### Критике и контроверзе
Питер је критикован као сувише сличан Хомеру Симпсону. Појављивао се у неким епизодама „Симпсонових“, а у овим епизодама он је приказан као клон Хомера Симпсона или је оптужен за плагијат. Кен Такер из „Ентертејнмент Виклија“ изјавио је да је Питер Хомер Симпсон „који је замишљен једним празним умом који нема никакву референтну тачку осим других ТВ емисија.“ Робин Пиерсон из „Телевизијског критичара“ критиковао је породицу Грифин због тога што је сувише слична породици Симпсон; и рекао је да је Питер „преписани Хомер Симпсон“. Ово се на крају изврће на шалу у епизоди „Човек рејтинга“, када се, након што Питер упропасти телевизију и оде у телевизијску мрежу како би све вратио на старо, Хомер Симпсон појављује са истим проблемом, а Питер изговара „А-ха! Изгледа да је ово једна идеја код које смо те предухитрили!“
Питер је створио контроверзе у различитим епизодама „Породичног човека“. Епизода „Кливленд-Лорета Куегмајр“ (сезона 4, 2005) садржала је секвенцу под називом „Имате сиду“, у којој Петер Грифин плеше и пева у квартету око кревета човека с крајњим стадијумом сиде о његовој дијагнози, која је изазвала протесте неколико организација које помажу људима зараженим сидом. У епизоди „Када пожелиш Вајнстајна“ (3. сезона 2003) Питер пева песму пародију „Када пожелиш звезду“ под насловом „Треба ми Јеврејин“; 3. октобра 2007. године, „Борн Цо. Мјузик Паблишерс“ је подигао тужбу којом је оптужио телевизијску серију за кршење ауторских права. „Борн Цо.“, једини власници ауторских права на ову песму у Сједињеним Америчким Државама, навли су да је пародија „танко маскирана“ копија њихове музике са антисемитским текстовима.  Њихова жалба није прихваћена.

## Културни утицај
Питер је имао неколико телевизијских наступа изван „Породичног човека“, често у облику непосредне пародије. Појавио се у две епизоде „Симпсонових“, наводећи како се две емисије често упоређују једна са другом. У епизоди „Кућица хорора на дрвету 13“ у четрнаестој епизоди сезоне, Питер је приказан као један од клонова Хомера Симпсона, а у епизоди "Италијански Боб", у седамнаестој епизоди сезоне, фотографија Питера је у књизи криминалаца, у којој пише да је тражен због плагирања. Такође, Питер се појавио у разним епизодама серије „Кливленд шоу“. 